# Jóan Símun Edmundsson
Jóan Símun Edmundsson, född 26 juli 1991, är en färöisk fotbollsspelare som spelar för belgiska Waasland-Beveren. Han spelar även för Färöarnas landslag.

## Landslagskarriär
Edmundsson debuterade för Färöarnas landslag den 12 augusti 2009 i en 1–0-förlust mot Frankrike, där han blev inbytt i den 29:e minuten mot Christian Holst.